# محمود دلاورخان
سید محمود دلاورخان (زاده ۱۳۳۱ در تهران) مربی والیبال اهل ایران است. وی سابقه یک دوره قهرمانی باشگاه‌های ایران (لیگ دسته‌یک والیبال ایران ۱۳۷۱) را همراه با باشگاه بانک ملی تهران در کارنامه خود دارد. وی در گذشته مسؤول کانون‌های والیبال فدراسیون والیبال و سرپرست تیم ملی نوجوانان ایران بود.